# Факултет за менаџмент Универзитета Метрополитан
Факултет за менаџмент је високошколска установа Универзитета Метрополитан. Налази се у Београду и Нишу.

## Историја
Студијски програми Основних академских студија на Факултету за менаџмент Бизнис и маркетинг, Инжењерски и операциони менаџмент и Менаџмент у спорту су четворогодишњи академски програми у обиму од 240 ЕСПБ намењени образовању и оспособљавању студената за стручни рад у области менаџмента. За упис на студије могу конкурисати лица са завршеном четворогодишњом средњом школом. Свака студијска година је организована у два семестра са по петнаест недеља активне наставе, а сви предмети су једносеместрални. Свака година студија носи 60 ЕСПБ, курикулум се састоји из обавезних и изборних предмета који се налазе у три изборна блока. Настава се изводи кроз предавања, групне и индивидуалне вежбе, консултације и практичну наставу у оквиру стручне праксе која обухвата четрдесет радних дана.